# Света Троица (Ехо)
Вижте пояснителната страница за други значения на Света Троица.
„Света Троица“ е параклис в Стара планина, България, на 5 минути от хижа „Ехо“ на 1700 m надморска височина.
Построен е от бившия хижар на хижа „Ехо“ Николай Киранов и група ентусиасти от Русе. Архитект на параклиса е Боян Кръстев от Ловеч. Строителството е извършено за 3 години, откриването и освещаването е извършено на 2 юли 2005 година от митрополит Гавриил Ловчански.